# Georg Asher
Georg Michael Asher (* 3. August 1827 in Sankt Petersburg; † 12. Juli 1905 in Paris) war ein deutscher Rechtswissenschaftler, Rechtshistoriker und Hochschullehrer an der Ruprecht-Karls-Universität Heidelberg.

## Leben und Werk
Asher war der Sohn des jüdischen Buchhändlers Adolf Asher. Nach einer sechsjährigen Ausbildung zum Buchhändler und Antiquar nahm er 1851 an der Universität Berlin das Studium der Rechtswissenschaften auf. Dieses schloss er 1855 mit der Promotion zum Dr. iur. an der Universität Heidelberg ab. Von 1854 bis 1862 arbeitete Asher als Buchhändler in verschiedenen Ländern Europas. 1863 richtete er sich mit der Bitte an das großherzoglich-badische Innenministerium, ihm an der Universität Heidelberg die Habilitation zu ermöglichen. Nachdem das Einvernehmen der juristischen Fakultät unter Dekan Vangerow eingeholt worden war, erfolgte die Habilitation am 30. Juli 1863 und Asher nahm seine Lehrtätigkeiten, insbesondere zur römischen Rechtsgeschichte auf. Nachdem man ihm zunächst ein Extraordinariat verwehrt hatte, wurde ihm aufgrund seiner herausragenden wissenschaftlichen Leistungen und durch die Unterstützung der Fakultät 1865 der Titel eines außerordentlichen Professors verliehen. Bereits 1874 verzichtete Asher jedoch mangels Erfolges bei den Studenten auf seine Lehrtätigkeit und war fortan als Privatgelehrter in Paris tätig.
Asher forschte insbesondere zum Römischen Recht und der römischen Rechtsgeschichte. Außerdem hat Asher ein vielbeachtetes Werk über den englischen Seefahrer Henry Hudson in englischer Sprache verfasst.

## Schriften
- Disquisitionum de fontibus juris Romani historicarum. Mohr, Heidelberg 1855 (Dissertationsschrift; Digitalisat).
- Henry Hudson the navigator. London 1860 (Digitalisat, Nachdruck bei Franklin, New York 1964)
- Die Begründung des Usufructus, ein rechtsgeschichtlicher Versuch. Calvary, Berlin 1862 (Digitalisat).
- Die Compensation im Civilprocess des classischen Roemischen Rechts, ein rechtsgeschichtlicher Versuch. Calvary, Berlin 1863 (Digitalisat).
- Notice sur l’époque et la méthode de la fabrication des tables de Malaga. Durand, Paris 1866 (französisch).